# Olethreutinae
Sous-famille
Les Olethreutinae sont une sous-famille de lépidoptères (papillons) de la famille des Tortricidae.

## Liste des tribus
Selon Fauna Europaea (16 mai 2014) :
- tribu Bactrini
- tribu Enarmoniini
- tribu Endotheniini
- tribu Eucosmini
- tribu Grapholitini
- tribu Lobesiini
- tribu Olethreutini